# Рореи (Белуно)
Рореи (итал. Rorei) је насеље у Италији у округу Белуно, региону Венето.
Према процени из 2011. у насељу је живело 42 становника. Насеље се налази на надморској висини од 388 м.